# Riho Unt
Riho Unt (ur. 15 maja 1956) – estoński reżyser i scenarzysta filmów animowanych.

## Wybrana filmografia
- 2000: Internet Samuela
- 2002: Parada pingwinów